# Hans Sigismund von Zieten
Hans Sigismund von Zieten (* 1704 in Metzelthin, Ruppinscher Kreis; † 25. August 1758 bei Zorndorf) war ein königlich preußischer Generalmajor.
Sein Vater war Kaspar Siegmund von Zieten, Herr auf Metzelthin und Langen. Sein Bruder war der Generalmajor Christian Wilhelm von Zieten († 8. April 1778 in Züllichau).

## Leben
Zieten trat 1723 beim Kürassierregiment Graf Lottum (Nr. 7) in das Heer und gehörte im Ersten Schlesischen Krieg zu den Kurieroffizieren, deren sich Friedrich der Große zur Beförderung seiner Befehle bediente. Als diese Aufgabe den Jägern zu Pferd zufiel, erhielt Zieten eine Kompanie beim Kürassierregiment Markgraf Friedrich (Nr. 5), mit welcher er im Herbst 1741 an der Belagerung von Neiße und am Zweiten Schlesischen Krieg teilnahm. Bei Hohenfriedberg wurde er am 4. Juni 1745 von einem österreichischen Dragoner durch einen Pistolenschuss in den Arm verwundet. Im Jahre 1750 wurde er zum Major, 1755 zum Oberstleutnant befördert. 1756 rückte er zum dritten Male ins Feld und geriet am 1. Oktober in der Schlacht bei Lobositz in Gefangenschaft, nachdem er sein Pferd verloren hatte und erneut verwundet worden war. Er wurde aber bald ausgetauscht.
Nachdem der Kommandeur des Regiments Markgraf Friedrich am 18. Juni 1757 bei Kolin gefallen war, wurde er dessen Nachfolger. Ende 1757 wurde er – ohne Oberst gewesen zu sein – zum Generalmajor befördert. An der Spitze des Regiments machte er am 22. November 1757 die Schlacht an der Lohe mit, befehligte bei der Einschließung von Schweidnitz im Frühjahr 1758 eine schwere Kavalleriebrigade und fiel am 25. August in gleicher Stellung in der Schlacht bei Zorndorf; seine Leiche wurde nie aufgefunden.

## Familie
Er war zweimal verheiratet. Seine erste Frau war Sophie Anna von Platen († 9. Juni 1755), die er 1743 heiratete. Sie war die Tochter des Generals Hans Friedrich von Platen. Das Paar hatte einen Sohn und eine Tochter (* 1752; † 17. Februar 1771).
Die Tochter war mit Kuno Ludwig von Wilmersdorf (* 18. März 1720; † 26. April 1782) verheiratet, Oberhofmarschall des Markgraf von Schwedt.
Die zweite Frau war Dorothea Elisabeth von Podewils aus dem Haus Woitzel (* 1728; † 24. Februar 1800). Sie soll nach seinem Tod noch einen Sohn geboren haben: Friedrich Hans Sigismund von Zieten (* 30. November 1758).